# Game Power
Game Power era una rivista italiana dedicata ai videogiochi per console, pubblicata mensilmente a partire dal dicembre 1991 e chiusa nel novembre 1997.
Aveva un taglio giovanile e umoristico, ma con recensioni comunque approfondite, ed era in diretta concorrenza con la rivista Consolemania.

## Storia
Creata dallo Studio Vit, nel ruolo sia di redazione sia di editore, la rivista andava ad affiancarsi per quel che riguardava il mondo console alla rivista K (realizzata dalla stessa redazione, ma edita da Glénat), che si occupava invece di videogiochi per computer. Questa accoppiata andava a contrapporsi a quella degli storici rivali The Games Machine e Consolemania edite da Xenia (la prima si occupava di videogiochi per computer, la seconda per console).
In precedenza K si occupava solo marginalmente di console, ma in particolare fece uscire due speciali K Speciale Console, uno un anno prima e l'altro pochi mesi prima del lancio di Game Power, che servirono a testare il mercato degli utenti di console. Lo stesso n. 1 fa esplicito riferimento a quegli speciali, come se fossero dei predecessori.
Game Power fu un successo per diversi anni e fu un punto di partenza per diversi redattori del settore videogiochi che da qui iniziarono una lunga carriera.
Con il numero 51 ci fu un cambio del logo della rivista, che in precedenza imitava i caratteri di un display a segmenti.
Dal numero 57 del gennaio 1997 la rivista venne acquistata dall'editore Il Mio Castello, di Milano, ma la realizzazione redazionale rimase sempre affidata allo Studio Vit.
Negli ultimi mesi il numero di pagine si ridusse e la rivista era visibilmente in difficoltà. La crisi fu in parte dovuta all'affermarsi della PlayStation che cambiò rapidamente il mondo delle console schiacciando il precedente dominio Nintendo/SEGA. L'ultimo numero fu il 66 di novembre 1997, uno Speciale PlayStation che era poco più che un catalogo di giochi e manteneva praticamente solo il logo di Game Power..
L'editore Il Mio Castello lanciò subito dopo la rivista generalista Games Master, mentre già da fine 1996 pubblicava Playstation Power.

## Contenuti
La struttura della rivista, tipica del periodo, rimase perlopiù invariata per tutta la sua esistenza. Per scelta esplicita manca l'editoriale, presente soltanto nel primo numero. La rubrica della posta, chiamata L'Apposta, era importante e spesso accompagnata dai disegni dei lettori. Seguono notizie e anteprime e quindi le numerose recensioni.
La struttura delle recensioni variò nel tempo, ma spesso comprendeva descrizione e foto, riquadri dedicati a specifici redattori rappresentati da avatar, e la colonna informativa finale. Questa cambiò spesso; in un primo periodo era divisa in riquadro con commento e voto percentuale, riquadro con scheda tecnica sul gioco (genere, numero giocatori ecc.), e immagine del gamepad con indicati i principali comandi. Più avanti vennero introdotte voci di dettaglio, con voti in decimi, per grafica, sonoro, giocabilità e sfida, e la barra “Agire & Pensare” a rappresentare il tipo di impegno richiesto dal gioco.
Dal secondo numero venne dato il titolo di Power game e la "medaglia" con un pugno chiuso ai videogiochi che ottenevano voti sopra il 90%.
Degna di nota anche la parte Help dedicata a trucchi e soluzioni, spesso con guide molto dettagliate; in alcuni numeri Help fu anche impaginata come un inserto staccabile di 32 pagine. In fondo alla rivista c'è la rubrica comica Game Over, con personaggi assurdi come la "zia Marisa" e storie inventate.

## Elenco uscite
|      | Gen | Feb | Mar | Apr | Mag | Giu | Lug | Ago | Set | Ott | Nov | Dic |
| ---- | --- | --- | --- | --- | --- | --- | --- | --- | --- | --- | --- | --- |
| 1991 |     |     |     |     |     |     |     |     |     |     |     | 1   |
| 1992 | 2   | 3   | 4   | 5   | 6   | 7   | 8   | 8   | 9   | 10  | 11  | 12  |
| 1993 | 13  | 14  | 15  | 16  | 17  | 18  | 19  | 19  | 20  | 21  | 22  | 23  |
| 1994 | 24  | 25  | 26  | 27  | 28  | 29  | 30  | 30  | 31  | 32  | 33  | 34  |
| 1995 | 35  | 36  | 37  | 38  | 39  | 40  | 41  | 41  | 42  | 43  | 44  | 45  |
| 1996 | 46  | 47  | 48  | 49  | 50  | 51  | 52  | 52  | 53  | 54  | 55  | 56  |
| 1997 | 57  | 58  | 59  | 60  | 61  | 62  | 63  | 64  | 64  | 65  | 66  |     |